# Vittskövle
Vittskövle – miejscowość (tätort) w Szwecji, w regionie administracyjnym (län) Skania, w gminie Kristianstad.
Według danych Szwedzkiego Urzędu Statystycznego liczba ludności wyniosła: 224 (31 grudnia 2015), 230 (31 grudnia 2018) i 240 (31 grudnia 2019).
W miejscowości znajduje się zabytkowy kościół protestancki.